# کایودو
کایودو (انگلیسی: Kaiyodo) شرکت تولید اسباب‌بازی ژاپنی است، که در سال ۱۹۶۴ تأسیس شد.